# Kikuchiana biarcuata
Kikuchiana biarcuata är en fjärilsart som beskrevs av M.Gaede 1930. Kikuchiana biarcuata ingår i släktet Kikuchiana och familjen tandspinnare. Inga underarter finns listade i Catalogue of Life.